# Liste öffentlicher Bücherschränke im Landkreis Tuttlingen
In der Liste öffentlicher Bücherschränke im Landkreis Tuttlingen sind öffentliche Bücherschränke für Orte, die zum Landkreis Tuttlingen in Baden-Württemberg gehören, aufgeführt. Sie ist primär nach Orten sortiert, unabhängig davon, ob es sich um Ortsteile, Gemeinden oder Städte handelt. Der Artikel ist Teil der übergeordneten Liste öffentlicher Bücherschränke in Baden-Württemberg. Ein öffentlicher Bücherschrank ist ein Schrank oder schrankähnlicher Aufbewahrungsort mit Büchern, der dazu dient, Bücher kostenlos, anonym und ohne jegliche Formalitäten zum Tausch oder zur Mitnahme anzubieten. Die Liste erhebt keinen Anspruch auf Vollständigkeit.

## Öffentliche Bücherschränke im Landkreis Tuttlingen
Zum 1. Februar 2023 waren im Landkreis Tuttlingen 12 öffentliche Bücherschränke erfasst:
| Bild | Ausführung        | Ort                   | Seit | Anmerkung | Geokoordinaten            |
| ---- | ----------------- | --------------------- | ---- | --- | ------------------------- |
|      | Bücherschrank     | Aldingen              |      | Am Rathaus unterm Dach | ⊙ Am Rathaus              |
|      | Bücherschrank     | Durchhausen           |      | Im Carport | ⊙ Dorfstraße 90           |
|      | Bücherfenstersims | Geisingen             |      | Fenstersims rechts am Haus | ⊙ Stadtgraben 9           |
|      | Bücherregal       | Immendingen           |      | Regal im DM-Markt, während der Öffnungszeiten | ⊙ Am Freizeitzentrum 5    |
|      | Bücherkiste       | Kolbingen             |      | Bei der Kirche | ⊙ Oberdorfstr. 7          |
|      | Bücherregal       | Mühlheim an der Donau |      | ca. 8–18 Uhr im Rathaus-Vorraum | ⊙ Hauptstraße 8           |
|      | Bücherregal       | Spaichingen           |      | In der GIVE-Box | ⊙ Raiffeisenstr. 12       |
|      | Bücherregal       | Tuttlingen            |      | Bücherregal im Hauptbahnhof Tuttlingen | ⊙ Im Hauptbahnhof         |
|      | Bücherschrank     | Tuttlingen            |      | das Bild zeigt die beiden von der „Initiativgruppe Westliche Innenstadt“ (IWI) aufgestellten Bücherschränke, wobei der eine in einem Zugang und der andere im hinteren Teil des Hofes steht. | ⊙ Bahnhofstraße 43–45     |
|      | Bücherschrank     | Tuttlingen-Nendingen  |      | das „Öffentliche Bücherregal“ wurde von der „Katholischen Öffentlichen Bücherei“ (KÖB) aufgestellt                                                                                           | ⊙ Bräunisbergstraße 18    |
|      | Bücherregal       | Wurmlingen            |      | vor der alten Werkstatt | ⊙ Obere Straße 16         |
|      | Bücherregal       | Wurmlingen            |      | | ⊙ Heinrich-Honer-Straße 9 |

## Statistik
Für einen Vergleich zu den anderen Land- und Stadtkreisen Baden-Württembergs sowie zum Landesdurchschnitt siehe die Statistik öffentlicher Bücherschränke in Baden-Württemberg.